# Kalbach-Riedberg

L'arrondissement (en rouge) au sein de la ville de Francfort-sur-le-Main

Francfort-Kalbach-Riedberg (en allemand : Frankfurt-Kalbach-Riedberg) est un arrondissement de Francfort-sur-le-Main.
Il se compose du quartier éponyme.